# Omulan!
Omulan! este un film românesc din 2015 regizat de Matei Branea.

## Distribuție
Distribuția filmului este alcătuită din:
- Mircea Albulescu — voce Dumnezeu
- Silvia Gîscă — voce femeie
- Ariadna Mihai — voce femeie
- Matei Branea — voce Omulan, lighioane, Dumnezeu